# NGC 3405-2
NGC 3405-2 is een elliptisch sterrenstelsel in het sterrenbeeld Leeuw. Het hemelobject werd op 1 april 1864 ontdekt door de Duitse astronoom Albert Marth.

## Synoniemen
- UGC 5933
- MCG 3-28-15
- ZWG 95.33
- KCPG 250B
- NPM1G +16.0238
- PGC 32418